# مهر سلیمان (سرده)

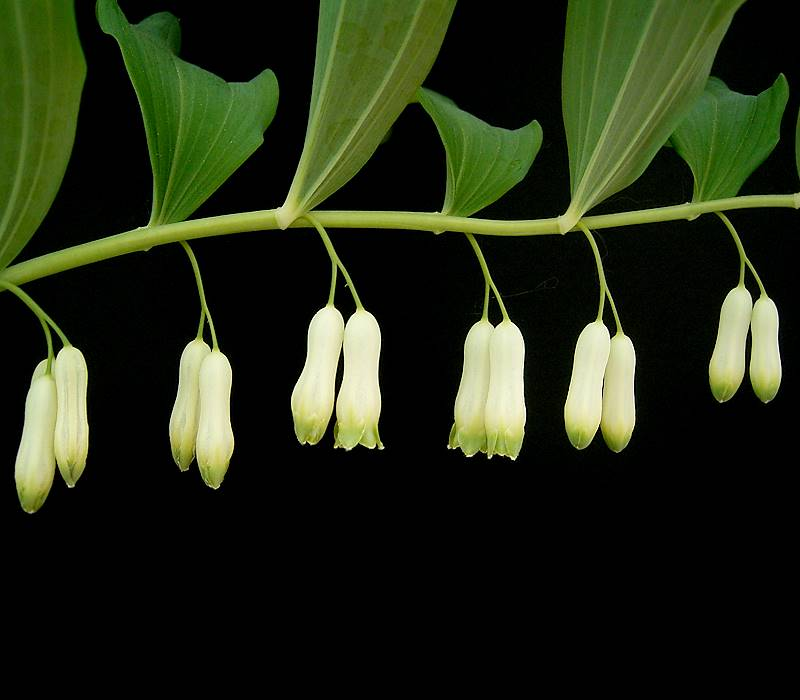
مهر سلیمان

سردهٔ مُهرِ سلیمان (همچنین: شقاقل ایرانی، هزارگره، خاتَمِ سُلیمان، عقداء، ساژینای خمیده)  (نام علمی: Polygonatum) نام یک سرده از گیاهان گلدار است. قسمت زیرزمینی این گیاه شامل یک ریزوم افقی بلند و گوشت دارست که اثر زخم ساقه های از بین رفته سالیان قبل در روی آن مشخص‌است. ساقهٔ کاملاً رشد نمودهٔ این گیاه دارای برگ‌های متناوب یا فراهم است و گل‌ها به تعداد ۱ تا ۴ عدد در زاویهٔ بین برگ و ساقه ظاهر می‌شوند که لوله‌ای و آویزان بوده و در گونه‌های ایرانی سفید رنگ هستند. میوهٔ رسیدهٔ این گیاه دارای چند دانه است. این جنس در حدود ۵۰ گونه در مناطق شمالی داشته و در ایران ۲ گونه از آن به نام‌های مهر سلیمان دانه‌آبی (نام علمی: Polygonatum ) و مهرسلیمان دانه‌قرمز (نام علمی: Polygonatum sewerzowii) یافت می‌شود.

نیازها: 
در جنگل ها و یا مکان‌های صخره‌ای روی سنگ‌های آهکی می‌روید. نیاز به مکانی سایه و خنک دارد. حداقل دمای قابل تحمل آن ۱۵- درجه سانتی‌گراد است. 

ازدیاد: 
از طریق تقسیم ریزوم در اول بهار و یا کاشت بذر در پائیز امکان‌پذیر است.

خواص درمانی شقاقل ایرانی 
ریزوم یا همان ساقهٔ زیرزمینی این گیاه دارای تانَن و ساپونین و چند ترکیب شیمیایی دیگر است
دیوسکوریدِس، پزشک یونانی که دو هزار سال قبل می‌زیست برای این گیاه خاصیت التیام‌بخشی زخم و همچنین از بین برندهٔ لک صورت قائل بود
در طب سنتی ، ریزوم شقاقل ایرانی دارای اثر قابض و ضد نقرس و ضد روماتیسم است و له شدهٔ آن برای رفع خون‌مردگی و درمان بیماری پوستی کفگیرک و جوش غرور جوانی کاربرد دارد.
گونه‌ها
| گونه‌ها                    | نام متداول                               | محل رویش                          |
| ------------------------- | ---------------------------------------- | --------------------------------- |
| پلیگناتوم بیفلروم         | Smooth or Great Solomon's Seal           | شمال شرقی آمریکا                  |
| Polygonatum cirrhifolium  | Tendril-leaf Solomon's Seal              | آسیا                              |
| Polygonatum cobrense      | McKittrick's or Southwest Solomon's Seal | جنوب غربی آمریکا                  |
| پلیگناتوم بیفلروم         | Solomon's Seal                           | شمال شرقی آمریکا                  |
| Polygonatum cyrtonema     | Solomon's Seal                           | شرق آسیا                          |
| Polygonatum falcatum      |                                          | شرق آسیا                          |
| Polygonatum hirsutum      | Broadleaf Solomon's Seal                 | شمال شرقی آمریکا                  |
| Polygonatum humile        | Dwarf Solomon's Seal                     | شرق آسیا                          |
| Polygonatum inflatum      |                                          | شرق آسیا                          |
| Polygonatum involucratum  |                                          | آسیا                              |
| Polygonatum kingianum     | Solomon's Seal                           | آسیا                              |
| Polygonatum lasianthum    | Solomon's Seal                           | شرق آسیا                          |
| Polygonatum latifolium    | Broadleaf Solomon's Seal                 | اروپا                             |
| Polygonatum macropodum    | Big Footed Solomon's Seal                | آسیا                              |
| پلیگناتوم ادراتوم         |                                          |                                   |
| Polygonatum multiflorum   | (Common) Solomon's Seal                  | اروپا                             |
| پلیگناتوم ادراتوم         | Scented (or Angular) Solomon's Seal      | اروپا                             |
| Polygonatum orientale     | Oriental Solomon's Seal                  | شقاقل ایرانی؛ غرب آسیا، شرق اروپا |
| شقاقل ایرانی              | Oriental Solomon's Seal                  | شقاقل ایرانی؛ غرب آسیا، شرق اروپا |
| Polygonatum pubescens     | Downy/Hairy Solomon's Seal               | شمال شرقی آمریکا                  |
| Polygonatum sibiricum     | Huang Jing, Siberian Solomon's Seal      | شرق آسیا                          |
| Polygonatum stenanthum    |                                          | شرق آسیا                          |
| Polygonatum verticillatum | Whorled Solomon's Seal                   | اروپا                             |
| Polygonatum × hybridum    | Garden Solomon's Seal                    | اروپا                             |